# Mohajir urdus

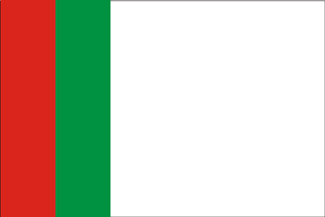
Mohajir Quami Movement

Al Pakistan, els mohajir són els musulmans immigrats des de l'Índia i establerts al Sind després de la partició del 1947. Formen la majoria de la població de Karachi. El nom vol dir 'refugiats'.
L'All Pakistan Muhajir Student Organization fou fundada pels mohajir el 1978 i va canviar el seu nom a Mohajir Qaumi Movement (MQM), esdevenint organització política que demanava la fi de la discriminació dels mohajir.
Zia Ul Haq, quan va prendre el poder, va donar ales al moviment per oposar-lo al nacionalisme hindi, que es va incrementar amb l'execució d'Ali Bhutto que era de Sind.
El MQM va obtenir uns bons resultat a l'assemblea provincial del Sind el 1987. L'octubre, els ministres del MQM es van retirar del govern provincial i van trencar l'aliança a nivell federal.
El MQM es va dividir en dues faccions que es van enfrontar violentament el 1992 (la facció Altaf i la més petita facció Haqiqi).
A les eleccions del Sind de 1993, el MQM va obtenir 23 escons (de 109). El govern el considerava una organització terrorista per una sèrie d'incidents en els quals van estar involucrats alguns líders de la facció Altaf (incloent-hi algun segrest i l'assassinat d'un membre de la seguretat de l'estat) i durant bastant de temps hi va haver enfrontaments armats i morts (bastants militants van morir a mans de la policia). El MQM va seguir actuant com a partit, però els membres de la facció Altaf foren perseguits.
El MQM va convocar a Karachi, fins al 1995, un total de 23 vagues generals massivament seguides. Els enfrontaments van continuar i molts militants acusats de terrorisme foren detinguts o van morir en xocs armats o a mans de la policia.
El juliol de 1996 es va unir a altres 11 partits contra Benazir Bhutto. L'agost de 1997, el moviment canvià el seu nom a Muttaheda Qaumi Movement.
El febrer de 1998, la Cort de Justícia va absoldre els líders del partit de les acusacions de segrest i assassinat, però encara es van produir nous enfrontaments.
La facció Haqiqi va continuar sent legal durant tot el temps, però des del 1997 les detencions arbitràries també la van afectar i els seus membres van trencar la coalició de govern amb la Lliga Musulmana del Pakistan al parlament de Sind l'estiu de 1998, però poc després la coalició es va reprendre, si bé l'octubre de 1999 la província fou posada sota administració federal. El 2002, el Sind va tornar a tenir govern autònom.